# Landkreis Bruck an der Leitha
Der Landkreis Bruck an der Leitha war von 1938 bis 1945 eine Gebietskörperschaft im Großdeutschen Reich. Der Verwaltungssitz war Bruck an der Leitha.
1939 erfolgte die Eingliederung des Landkreises mit 62 Gemeinden in den Reichsgau Niederdonau.

## Ortschaften
Andau, Apetlon, Berg, Bruck an der Leitha, Deutsch-Altenburg, Deutsch-Haslau, Deutsch-Jahrndorf, Engerau, Enzersdorf an der Fischa, Frauenkirchen, Gattendorf, Gols, Göttlesbrunn, Götzendorf an der Leitha, Hainburg an der Donau, Halbturn, Haslau an der Donau, Höflein bei Bruck, Hof am Leithaberge, Hollern, Illmitz, Jois, Kittsee, Mannersdorf am Leithagebirge, Margarethen am Moos, Mönchhof, Neusiedl am See, Nickelsdorf, Pama, Pamhagen, Parndorf, Petronell, Podersdorf am See, Prellenkirchen, Regelsbrunn, Rohrau, St. Andrä am Zicksee, Sommerein, Stixneusiedl, Tadten, Theben, Trautmannsdorf, Wallern, Wasenbruck, Weiden am See, Wildungsmauer, Wilfleinsdorf, Wolfsthal, Zurndorf
Kreisunmittelbare Zellen: Arbesthal, Au am Leithaberge, Edelsthal, Gallbrunn, Gerhaus, Hundsheim, Maria Ellend, Neudorf bei Parndorf, Pachfurth, Pischelsdorf, Potzneusiedl, Sarasdorf, Scharndorf, Schönabrunn, Winden am See

## Landräte
1938–1945: Zopf